# Гипернатриемия
Гипернатриемия — состояние, которое возникает при повышенном содержании натрия (Na > 145 мЭквл) в интерстициальном пространстве. Данное состояние обычно сопровождается изменением осмоляльности плазмы, внеклеточного пространства и сопровождается перераспределением жидкости из внутриклеточного во внеклеточный сектор, что вызывает дегидратацию клеток.
Чаще всего к данному заболеванию приводит чрезмерное потребление неорганического натрия, в том числе — натриевой соли и пищевой соды.

## Причины
1. Потеря чистой воды — лихорадка, состояния повышенного катаболизма (гипертиреоз, сепсис);
2. Потеря гипотонических жидкостей — через кожу (чрезмерное потение), через пищеварительный тракт (рвота, диарея), через почки (нейрогенный или нефрогенный несахарный диабет, осмотический диурез, вызванный гиперкалиемией, маннитолом, мочевиной);
3. недостаточное поступление воды — у людей, которые не в состоянии сами пить (больные без сознания, маленькие дети, пациенты из учреждений опеки), нарушение чувства жажды;
4. Чрезмерное поступление натрия — чрезмерное использование NaHCO3 при лактоацидозе или у людей после реанимационных мероприятий, кормление грудных детей слишком соленой пищей (солевое отравление), питье морской воды потерпевшими кораблекрушение, использование жидкостей для диализа, содержащих чрезмерную концентрацию натрия у пациентов, которым проводится гемодиализ или перитонеальный диализ;
5. идиопатическая гипернатриемия — вызвана нарушением функции осмостата (центра, контролирующего изоосмию) в ЦНС.[1]